# Rutilotrixa carinata
Rutilotrixa carinata là một loài ruồi trong họ Tachinidae.